# Judith Korir
Judith Jeptum Korir (12 dicembre 1995) è una maratoneta keniota, vincitrice della medaglia d'argento ai Mondiali di Oregon 2022.

## Biografia
In carriera ha vinto la maratona di Abu Dhabi nel 2021 con il tempo di 2h22'30" e la maratona di Parigi nel 2022, stabilendo il record della competizione con il tempo di 2h19'48".

## Palmarès
| Anno | Manifestazione | Sede   | Evento   | Risultato | Prestazione | Note                          |
| ---- | -------------- | ------ | -------- | --------- | ----------- | ----------------------------- |
| 2022 | Mondiali       | Eugene | Maratona | Argento   | 2h18'20"    | Miglior prestazione personale |

## Altre competizioni internazionali
2019
- Oro alla Maratona di Venezia ( Venezia) - 2h29'21"

2021
- Oro alla Maratona di Abu Dhabi ( Abu Dhabi) - 2h22'30"

2022
- Oro alla Maratona di Parigi ( Parigi) - 2h19'48"